# Правдивая история об Алых парусах
«Правдивая история об Алых парусах» — украинский 4-серийный фильм-сказка режиссёра Александра Стеколенко 2010 года по мотивам произведений Александра Грина. В основе фильма лежит повесть-феерия Александра Грина «Алые паруса».
Критики пытались сравнивать картину с советской экранизацией 1961 года «Алые паруса» Александра Птушко, а исполнительницу роли главной героини Веронику Иващенко — с Анастасией Вертинской, но авторы ленты подчёркивали, что намеренно хотят уйти от всяких сравнений с классической экранизацией. Комментарий режиссёра: «Это не дословная экранизация известного произведения. Фильм радикально отличается от книжной версии. Он снят по мотивам нескольких произведений. К примеру, герой Альберта Филозова Тильс перекочевал в наш сюжет из рассказа „Комендант порта“. Есть отдельная детективная линия, любовная, есть противостояние мечты и обыденности, есть приключения, но фильм сам по себе серьёзный».

## Сюжет
Помимо любовной линии (Ассоль — Грей) в фильме появилась авантюрно-детективная интрига, в основу которой был положен «перевёртыш»: узнав о мечте девушки, к ней под Алыми парусами приходит не капитан Грей, а бургомистр Гез.
В фильме появились персонажи из других произведений Грина, таких как «Бегущая по волнам», «Комендант порта», «Золотая цепь» и так далее (Гез, Бам-Гран, Тильс, профессор Коломб, механическая говорящая кукла Ксаверий, сыщик Дрейк).
ПЕРВАЯ СЕРИЯ
Мечтательной девочке Ассоль (Вероника Иващенко) Сказочник (Юозас Будрайтис) предсказал, что в один прекрасный день за ней приплывёт принц под алыми парусами. Несмотря на увещевания отца и насмешки всего города над её доверчивостью, Ассоль ежедневно выходит на берег портового городка Лисса, ожидая увидеть алые паруса.
В Лисс прибывает корабль капитана Грея (Александр Бухаров), который внезапно для всей команды решил изменить курс своей шхуны «Секрет». В городе тем временем творится неладное: полноправным хозяином Лисса становится бургомистр Гез (Юрий Стоянов), чьё самодурство и капризы вызывают тревогу у мирных жителей. У Геза редкое заболевание — жажда обожания. Он подпадает под влияние мастера секретных поручений Бам-Грана (Эвклид Кюрдзидис), который склоняет его к женитьбе на юной Ассоль.
Обманным путём Гез захватывает корабль капитана Грея и поднимает алые паруса. Мечта Ассоль "исполняется", но при виде Геза она ощущает растерянность и недоумение.
ВТОРАЯ СЕРИЯ
Выброшенного на берег капитана Грея находит кукла Молли (Юлия Агафонова): идеальное создание своего отца, экспериментатора, профессора Коломба (Валентин Шестопалов). Грей в беспамятстве, он видит сны о ждущей его таинственной девушке (Ассоль). Кукла Молли влюбляется в Грея. Тем временем в Лиссе бургомистр Гез готовится к свадьбе с Ассоль.
Втайне от девушки, из-за подлости Бам-Грана, её отца бросили за решётку. Ассоль проявляет строптивость. Чтобы сломить её волю, доктор Филатр (Семён Фурман) заставляет её принять дурманящие таблетки. Сыщик Дрейк (Александр Баширов) входит в конфронтацию с бургомистром Гезом и его верным помощником Лемареном (Яков Кучеревский). Дрейка отстраняют от должности. Грей, бежав из объятий куклы Молли, находит на побережье Лисса спящую Ассоль и, узнав в девушке героиню своих снов, надевает ей на палец кольцо-талисман.
ТРЕТЬЯ СЕРИЯ
В таверне Лисса капитан Грей встречает своих друзей Санди и Дюрока и узнаёт о скорой свадьбе Ассоль и Геза. Грей решает помешать планам бургомистра.
В курильне опиума Бам-Гран заставляет Геза подписать договор, согласно которому после свадьбы всё городское имущество переходит ему. Гез отправляет взбунтовавшуюся Ассоль в клинику доктора Филатра, где тот с помощью гипноза и опиумных таблеток убивает мечты жителей Лисса. Сыщик Дрейк пытается расследовать дело о контрабанде опиума и проникает в клинику Филатра, но доктор усыпляет его уколом. По приказу Геза капитан Грей заточён в камеру, где его соседом оказывается отец Ассоль (Игорь Цишкевич). Грея вызволяет из узилища кукла Молли, следующая за ним по пятам. Тот вынужден сказать ей, что ищет Ассоль. Молли в бешенстве. Вместе с Бам-Граном она приходит в больничную палату к Ассоль и убеждает её выйти замуж за Геза.
ЧЕТВЁРТАЯ СЕРИЯ
В Лиссе начинаются волнения: недовольные самодурством Геза жители выходят на площадь, Грей становится предводителем бунтовщиков.
Бургомистр напуган. По совету Бам-Грана Гез увозит Ассоль на Лысую гору. Сыщик Дрейк, узнав о планах Геза, отправляется по его следам. Бам-Гран ранит Дрейка выстрелом из пистолета. Доктор Филатр в панике сбегает из клиники и открывает своему пациенту Лемарену тайну: Лемарен является сыном Филатра, и по приказу Геза все эти годы Филатр проводил над Лемареном эксперименты. Лемарен, безропотно подчинявшийся Гезу, начинает ненавидеть бургомистра. Остальные пациенты Филатра вспоминают о своих утраченных мечтах и оказываются на свободе.
C помощью изобретения профессора Коломба Грей поднимает свой корабль под алыми парусами в небо и спешит на помощь своей возлюбленной Ассоль. Победив Бам-Грана в сабельной дуэли, Грей возвращает в Лисс спокойствие и веру в мечты. Бургомистр бежит из города. Грей вместе с Ассоль под алыми парусами отправляется навстречу новым приключениям.

## В ролях
| Актёр               | Роль             |
| ------------------- | ---------------- |
| Вероника Иващенко   | Ассоль           |
| Александр Бухаров   | капитан Грей     |
| Юрий Стоянов        | бургомистр Гез   |
| Эвклид Кюрдзидис    | Бам-Гран         |
| Юлия Агафонова      | кукла Молли      |
| Александр Баширов   | сыщик Дрейк      |
| Альберт Филозов     | Тильс            |
| Михаил Светин       | продавец тканей  |
| Семён Фурман        | доктор Филатр    |
| Яков Кучеревский    | Лемарен          |
| Валентин Шестопалов | профессор Коломб |
| Юозас Будрайтис     | сказочник        |
| Виталий Линецкий    | Синкрайт         |
| Игорь Цишкевич      | Лонгрен          |
| Владимир Николаенко | экскурсовод      |